# Fa Fa
Koordinaten: 8° 25′ 15″ S, 127° 14′ 11″ O
Fa Fa ist eine Quelle des osttimoresischen Flusses Vero. Sie befindet sich im Suco Tutuala (Gemeinde Lautém). Sie besteht aus einem großen Becken mit Kalktuff unterhalb eines Wasserfalls. Das Wasser ist vermutlich durch Algen grün gefärbt. In der Quelle finden sich die Fischarten Belobranchus belobranchus und Sicyopterus hageni.